# Le Fantôme de mon ex-fiancée
Pour plus de détails, voir Fiche technique et Distribution.
Le Fantôme de mon ex-fiancée ou Le Fantôme de son ex au Québec (Over Her Dead Body) est un film américain écrit et réalisé par Jeff Lowell, sorti en 2008.

## Synopsis
Kate et Henry (Rudd) sont sur le point de se marier, mais le jour prévu pour la cérémonie, Kate est tuée accidentellement par la chute d'une sculpture de glace représentant un ange, après une querelle qu'elle a eue avec le sculpteur au sujet de l'absence d'ailes. Un an plus tard, poussée par sa sœur Chloé, Henry accepte à contrecœur de consulter une voyante nommée Ashley (Bell), en lui expliquant que Kate elle-même pourra lui dire qu'il a le devoir de continuer à vivre. Chloé remet à Ashley le journal de Kate, si bien que la voyante y trouve sur la morte des renseignements qui lui permettent de donner l'illusion qu'elle a des capacités de médium. Sceptique au début sur ces capacités, Henry est impressionné, et de plus Henry et Ashley tombent amoureux l'un de l'autre.
Mais de son côté, Kate, après s'être rendu compte qu'elle est revenue sur Terre, se demande ce qu'elle est censée faire. Elle rencontre par hasard le fantôme du sculpteur et apprend qu'il est mort aussi. Il lui dit que leur devoir est de s'occuper du travail qu'ils n'ont pas fini. Kate est ainsi amenée à croire que son travail c'est de protéger Henry et alors elle se met à harceler Ashley, qui seule peut la voir, pour l'obliger à rompre avec Henry. Ashley refuse, mais Henry découvre qu'on l'a trompé avec le journal et rompt lui-même les relations.
Le fantôme du sculpteur rencontre de nouveau Kate et, après avoir discuté avec lui, elle se rend compte qu'elle veut qu'Henry soit enfin heureux. Le film se termine avec le mariage d'Henry et d'Ashley tandis que Kate retourne à la salle où elle avait au début rencontré une femme ange mystérieuse qui ne l'avait pas laissée entrer au ciel parce qu'elle n'avait pas réglé ses affaires.

## Fiche technique
- Titre : Le Fantôme de mon ex-fiancée
- Titre québécois : Le Fantôme de son ex
- Titre original : Over Her Dead Body
- Titres de travail : How I Met My Boyfriend's Dead Fiancée puis Ghost Bitch
- Réalisation : Jeff Lowell
- Scénario : Jeff Lowell
- Direction artistique :
- Musique : David Kitay
- Décors : Cory Lorenzen
- Costumes : Tracy Tynan
- Photographie : John Bailey
- Son :
- Montage : Matt Friedman
- Production : Paul Brooks (en) et Peter Safran
  - Coproduction : Jeff Levine et Chrisann Verges
  - production associée : Jonathan Shore
  - Production déléguée : Scott Niemeyer et Norm Waitt
- Société de production : Gold Circle Films, The Safran Company (en) et Dead Fiancée Productions
- Distribution :
  -  États-Unis : New Line Cinema
  -  France : SND
  -  Canada : TVA Films
  -  Suisse : Ascot Elite
- Budget : 10 millions $US
- Pays :  États-Unis
- Format : Couleur - Son : Dolby Digital, DTS, SDDS - 2,35:1 - Format 35 mm
- Genre : Comédie romantique
- Durée : 95 minutes
- Lieu de tournage : Pasadena,  Californie
- Dates de sortie :
  -  États-Unis : 1er février 2008
  -  Belgique : 21 mai 2008
  -  France : non sorti en salles, sorti directement en DVD le 25 mars 2009.
- Interdictions :  États-Unis : PG-13

 Sauf indication contraire, les informations mentionnées dans cette section peuvent être confirmées par les bases de données cinématographiques IMDb et Allociné,  présentes dans la section « Liens externes ».

## Distribution
- Eva Longoria (VF : Odile Schmitt ; VQ : Pascale Montreuil) : Kate
- Paul Rudd (VF : Alexandre Gillet ; VQ : Patrice Dubois) : Henry
- Lake Bell (VF : Anne Rondeleux ; VQ : Mélanie Laberge) : Ashley
- Jason Biggs (VF : Emmanuel Garijo ; VQ : Hugolin Chevrette-Landesque) : Dan
- Lindsay Sloane (VF : Magali Barney ; VQ : Magalie Lépine-Blondeau) : Chloe
- Stephen Root (VF : Gabriel Le Doze) : le sculpteur
- William Morgan Sheppard (VF : Pierre Baton) : Père Marks
- Wendi McLendon-Covey (VF : Laurence Bréheret) : Lona
- Ali Hillis : Karen
- Patricia Belcher : Helen
- Deborah Theaker (en) (VF : Rachel Arditi) : Mary
- Natalia Jaroszyk : Bride
- Andy Kreiss (VF : Pascal Germain) : le groom
- Ben Livingston : le ministre
- Kali Rocha (VF : Brigitte Aubry) : l'ange

 Source et légende : version française (VF) sur RS Doublage
 Source et légende : version québécoise (VQ) sur Doublage.qc.ca

## Autour du film
- Tous les rôles principaux sont tenus par des acteurs surtout connus via la télévision. Eva Longoria (Desperate Housewives), Lake Bell (Surface), Paul Rudd (Friends), Kali Rocha (Grey's Anatomy, Buffy contre les vampires), Wendi McLendon-Covey (Greek, Reno 911, n'appelez pas !), William Morgan Sheppard (le narrateur de Kingdom Hospital)…